# Laboratorios Cavendish
Los Laboratorios Cavendish son el departamento de Física de la Universidad de Cambridge. Son parte de la escuela de Ciencias Físicas y fueron construidos en 1873 como laboratorio de formación de estudiantes. Al principio estaba en la zona de los Museos Nuevos aparte de Free School Lane, en el centro de Cambridge, pero después de sufrir constantes problemas de espacio, a principios de los años 70 fueron trasladados a Madingley Road en la zona occidental de Cambridge.
El departamento recibió su nombre de Henry Cavendish, un famoso científico y miembro de la rama de la familia Cavendish relacionada con los duques de Devonshire. Uno de los miembros de esa familia, William Cavendish, 7º Duque de Devonshire, fue rector de la Universidad  y dio el nombre de su pariente al laboratorio después de donar fondos para su construcción.
Hasta ahora 28 investigadores de los Laboratorios Cavendish han ganado el premio Nobel. James Clerk Maxwell, el desarrollador de la Teoría electromagnética, fue uno de los fundadores del laboratorio, y el primer profesor Cavendish de física. Otras figuras importantes en el campo de la física fueron Joseph John Thomson, quien descubrió el electrón en 1897, y Ernest Rutherford, director del laboratorio en 1919, quien bajo su liderazgo hizo posible que James Chadwick descubriese el neutrón en 1932.
Los Laboratorios Cavendish han tenido una importante influencia en el desarrollo de la Biología moderna. Aunque la labor experimental basada en la aplicación de la cristalografía de rayos X al estudio de la estructura de biomoléculas fuera desarrollada por Rosalind Franklin en el King's College de Londres, fueron Francis Crick y Watson quienes, mientras trabajaban en el laboratorio Cavendish, se hicieron con la información obtenida por Franklin y anunciaron antes que ella la estructura de doble hélice de ADN. Gracias a su trabajo les fue otorgado el Premio Nobel de Fisiología o Medicina en 1962.
Otras áreas en las que los laboratorios han sido influyentes desde 1950 son las siguientes:
- Superconductividad (Brian Pippard);
- Microscopía electrónica de alto voltaje;
- Radioastronomía (Martin Ryle y Antony Hewish) con radiotelescopios basados en el Observatorio Radioastronómico Mullard.